# 炮彈飛車
《炮彈飛車》（英語：The Cannonball Run）是1981年的電影，導演為美國人哈爾·尼達姆。此片拍攝時成龍所屬的嘉禾電影欲進軍國際市場，而此片正是進軍國際之首響炮，因之由導演以至演員都有不少美國演員參與。不過在反應上此片並不成功。

## 故事大綱
炮彈飛車大賽是從美洲東岸至西岸長途賽事，參賽者可駕駛任何車輛，最先抵達終點者獲勝，唯一限制是時速不能超過五十五哩。雖然如此，參實者各出奇謀，形形式式的跑車令人大開眼界。為了奪魁，賽車手不擇手段，引起連串剌激有趣的事件......

## 演員
- 畢·雷諾斯
- 羅渣·摩亞
- 花拉·科茜
- 甸·馬田
- 小森美·戴維斯
- 當·狄露意士（英语：Dom DeLuise）
- 成龍
- 許冠文

## 外部連結
- 開眼電影網上《炮彈飛車》的資料（繁體中文）
- 豆瓣电影上《炮彈飛車》的資料 （简体中文）
- 时光网上《炮彈飛車》的資料（简体中文）
- AllMovie上《炮彈飛車》的资料（英文）
- 爛番茄上《炮彈飛車》的資料（英文）
- 香港影庫上《炮彈飛車》的資料（繁體中文）
- 互联网电影数据库（IMDb）上《炮彈飛車》的资料（英文）